# Olej z arniki górskiej
Olej z arniki górskiej – złoto-żółte kwiaty arniki macerowane w oliwie z oliwek. Olej ten ma kolor od ciemnożółtego po brązowy i lekko aromatyczny zapach. Pochodzi z Francji, Hiszpanii. Używany jako dodatek w olejkach, maściach leczniczych, kremach przy zanieczyszczonej, tłustej skórze, przy couperose, zwichnięciach, obiciach, chorobach reumatycznych, zapaleniach i bólach stawów. Wykazuje działanie wygrzewające, antyseptyczne, regenerujące, wyciszające, hamuje rozwój zapaleń. U osób wrażliwych mogą wystąpić podrażnienia, zaleca się przeprowadzenie testu alergicznego.